# Apanhados na SIC
Apanhados na SIC foi um programa televisivo especial de aniversário do canal de televisão português SIC, apresentado por Nuno Graciano, exibido a 11 de Outubro de 2008.
O programa consistia em pequenos apanhados realizados, exibidos nos programas Dia em Grande, Fátima, Contacto FamaShow e A Roda da Sorte.
O programa obteve 10,0 rating e 27% de share, sendo o quinto programa mais visto no dia[carece de fontes?].
Na última semana do mês de Outubro, o programa foi repetido.